# Тойбик
Тойбик (укр. Тойбік) — село,
Зеленовский сельский совет,
Чутовский район,
Полтавская область,
Украина.
Код КОАТУУ — 5325481603. Население по переписи 2001 года составляло 53 человека.

## Географическое положение
Село Тойбик находится в 1,5 км от левого берега реки Коломак,
выше по течению на расстоянии в 1,5 км расположено село Зеленковка,
ниже по течению на расстоянии в 0,5 км расположено село Василевка (Полтавский район).
Рядом проходит автомобильная дорога М-03.